# Verrucaria subglobulificans
Verrucaria subglobulificans är en lavart som beskrevs av H.Magn.. Verrucaria subglobulificans ingår i släktet Verrucaria, och familjen Verrucariaceae. Arten är reproducerande i Sverige.